# Cujubim
Cujubim est une municipalité brésilienne située dans l'État du Rondônia.